# 릴라 제로
릴라 제로(Leela Zero)는 2017년 10월 25일에 출시된 자유-오픈 소스 컴퓨터 바둑 프로그램이다. 이 프로그램은 체스 엔진 Sjeng 및 바둑 엔진 릴라(Leela)의 개발자인 벨기에 프로그래머 잔카를로 파스쿠토(Gian-Carlo Pascutto)가 개발했다.
릴라 제로의 알고리즘은 알파고 제로에 관한 딥마인드의 2017년 논문을 기반으로 한다. 많은 인간 지식과 경험적 방법이 프로그래밍된 원본 릴라와 달리 릴라 제로의 프로그램 코드는 기본 규칙만 알고 그 이상은 없다. 릴라 제로를 강력한 플레이어로 만드는 지식은 프로그램이 플레이했던 이전 게임의 결과를 기반으로 훈련되는 신경망에 담겨 있다.
릴라 제로는 릴라 제로 웹사이트에서 조정되는 분산된 노력으로 훈련된다. 커뮤니티 구성원은 셀프 플레이 게임을 생성하고 서버에 제출하는 클라이언트를 실행하여 컴퓨팅 리소스를 제공한다. 셀프 플레이 게임은 최신 네트워크를 훈련하는 데 사용된다. 일반적으로 500개 이상의 클라이언트가 리소스를 제공하기 위해 서버에 연결되었다. 커뮤니티에서는 고품질 코드 기여도 제공했다.
릴라 제로는 2018년 4월 28일 중국 푸젠성 푸저우시에서 열린 베리지노믹스 컵 월드 AI 바둑(BerryGenomics Cup World AI Go) 토너먼트에서 3위를 차지했다. 2018년 말 더 뉴요커는 릴라와 릴라 제로를 "세계에서 가장 성공적인 오픈 소스 바둑 엔진"으로 묘사했다.
2018년 초, 다른 팀도 동일한 코드 기반에서 릴라 체스 제로를 분기하여 알파제로 논문의 방법을 체스 게임에 적용했는지 확인했다. 알파제로의 구글 TPU 사용은 크라우드 소싱 인프라와 OpenCL 라이브러리를 통해 그래픽 카드 GPU를 사용하는 기능으로 대체되었다. 그럼에도 불구하고 신문에서 알파제로가 체스 경기를 위해 훈련하도록 허용된 12시간을 보충하려면 1년 동안 크라우드 소싱 훈련이 필요할 것으로 예상된다.